# Agnès Grondin
Pour les articles homonymes, voir Blais.
 (octobre 2018).
Si vous disposez d'ouvrages ou d'articles de référence ou si vous connaissez des sites web de qualité traitant du thème abordé ici, merci de compléter l'article en donnant les références utiles à sa vérifiabilité et en les liant à la section « Notes et références ».
Agnès Grondin, née le 1er octobre 1967 à Lachute, est une biologiste et femme politique québécoise. 
Elle est députée à l'Assemblée nationale du Québec de la circonscription d'Argenteuil sous la bannière de la Coalition avenir Québec depuis les élections générales du 1er octobre 2018.

## Biographie
Née le 1er octobre 1967 à Lachute, Agnès Grondin obtient un baccalauréat en biologie (option écologie) à l'Université du Québec à Montréal (UQAM) en 1991 et une maîtrise en sciences de l'environnement également à l'UQAM en 1993.

### Carrière professionnelle
De 1994 à 1997, elle est agente de recherche et de planification pour le Groupe de recherche interdisciplinaire en gestion de l’environnement. En 1998, elle devient directrice générale du Conseil régional de l’environnement des Laurentides. Elle quitte ce poste en 2008 pour celui de conseillère en environnement à la municipalité régionale de comté d’Argenteuil. Elle y restera jusqu'à son élection.

### Carrière politique
En 2018, Agnès Grondin se lance en politique comme candidate de la Coalition avenir Québec dans la circonscription d'Argenteuil. Elle est élue députée à l'Assemblée nationale du Québec de cette circonscription lors des élections du 1er octobre 2018. Lors des élections du 3 octobre 2022, elle est réélue pour un deuxième mandat.

## Résultats électoraux
|                                                                                               | Nom                      | Parti                    | Nombre de voix | %      | Maj.  |
| --------------------------------------------------------------------------------------------- | ------------------------ | ------------------------ | -------------- | ------ | ----- |
|                                                                                               | Agnès Grondin (sortante) | Coalition avenir         | 14 725         | 45,1 % | 9 434 |
|                                                                                               | François Girard          | Parti québécois          | 5 291          | 16,2 % | -     |
|                                                                                               | Karim Elayoubi           | Conservateur             | 4 807          | 14,7 % | -     |
|                                                                                               | Marcel Lachaine          | Québec solidaire         | 3 523          | 10,8 % | -     |
|                                                                                               | Philippe LeBel           | Libéral                  | 3 325          | 10,2 % | -     |
|                                                                                               | Jean Lalonde             | Parti canadien du Québec | 436            | 1,3 %  | -     |
|                                                                                               | Luis Alvarez             | Vert                     | 429            | 1,3 %  | -     |
|                                                                                               | Marie-Eve Milot          | Démocratie directe       | 113            | 0,3 %  | -     |
| Total                                                                                         | Total                    | Total                    | 32 649         | 100 %  |       |
| Le taux de participation lors de l'élection était de 64,2 % et 495 bulletins ont été rejetés. |                          |                          |                |        |       |

|                                                                                               | Nom                     | Parti               | Nombre de voix | %      | Maj.  |
| --------------------------------------------------------------------------------------------- | ----------------------- | ------------------- | -------------- | ------ | ----- |
|                                                                                               | Agnès Grondin           | Coalition avenir    | 11 848         | 38,9 % | 5 405 |
|                                                                                               | Patrick Côté            | Parti québécois     | 6 443          | 21,1 % | -     |
|                                                                                               | Bernard Bigras-Denis    | Libéral             | 5 306          | 17,4 % | -     |
|                                                                                               | Céline Lachapelle       | Québec solidaire    | 3 710          | 12,2 % | -     |
|                                                                                               | Yves St-Denis (sortant) | Indépendant         | 1 778          | 5,8 %  | -     |
|                                                                                               | Carole Thériault        | Vert                | 552            | 1,8 %  | -     |
|                                                                                               | Sherwin Edwards         | Conservateur        | 472            | 1,5 %  | -     |
|                                                                                               | Stéphanie Boyer         | Parti libre         | 233            | 0,8 %  | -     |
|                                                                                               | Louise Wiseman          | Citoyens au pouvoir | 135            | 0,4 %  | -     |
| Total                                                                                         | Total                   | Total               | 30 477         | 100 %  |       |
| Le taux de participation lors de l'élection était de 65,3 % et 457 bulletins ont été rejetés. |                         |                     |                |        |       |